# Parafia św. Anny w Hoczwi
Parafia św. Anny w Hoczwi − parafia rzymskokatolicka, znajdująca się w dekanacie Lesko, w archidiecezji przemyskiej. 

## Historia
W 1424 roku przy obronnym dworze Balów w Hoczwi istniała już kaplica, która z biegiem czasu stała się za mała dla większej liczby wiernych. W 1510 roku Mikołaj Bal aktem erekcyjnym potwierdzonym przez bpa Macieja Drzewickiego, ufundował drewniany kościół i parafię pw. Najświętszej Maryi Panny i świętych: Anny, Zofii, Jana Chrzciciela i Mikołaja. W 1562 roku kościół został przez Stanisława Bala przekształcony na zbór kalwiński. W 1629 roku kościół został odzyskany przez ks. Magnusa Nijowskiego. 
W 1744 roku zbudowano obecny murowany kościół z fundacji Fredrów, który w 1745 roku został konsekrowany przez bpa Wacława Hieronima Sierakowskiego, pw. św. Anny.
Funkcję proboszcza parafii sprawowali między innymi księża: ks. Andrzej Gardziel, ks. Jan Kruczek (do 1938), ks. Feliks Schuchard, ks. Jan Jakubowski (1972–1978), ks. kan. Bronisław Walas (od 1978) i ks. Stanisław Węglarz (2008–2021).

## Zasięg parafii
Do parafii należy 1 415 wiernych (w tym: Hoczew – 645, Dziurdziów – 166, Nowosiółki – 302, Zahoczewie – 272, Żerdenka – 30).

## Kościół filialny
- Nowosiółki – 2 sierpnia 1975 roku w czasie nocy wierni konspiracyjnie zbudowali drewniany kościół, a 3 sierpnia 1975 roku bp Tadeusz Błaszkiewicz poświęcił kościół filialny pw. św. Józefa[10][11].

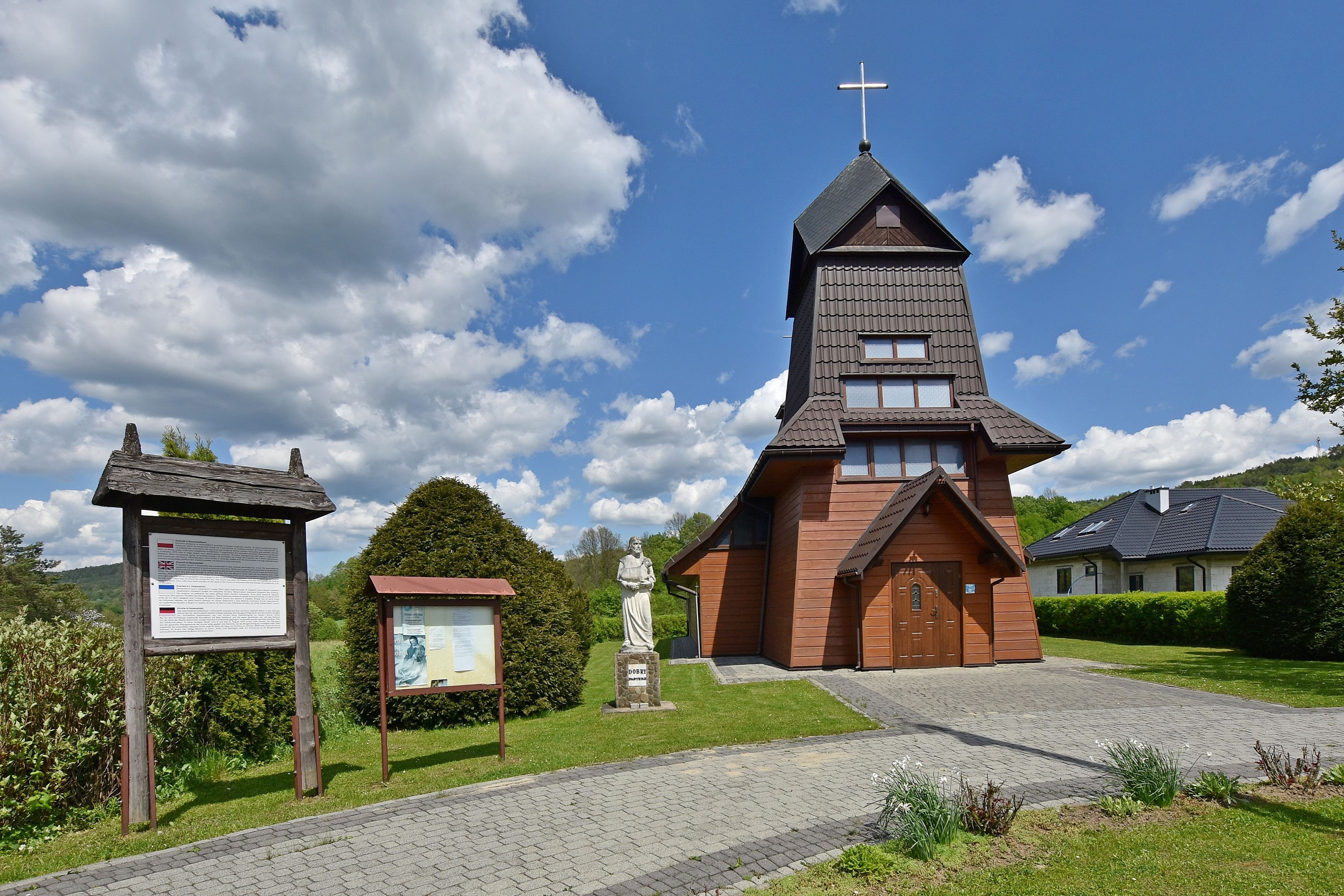
Kościół filialny w Nowosiółkach
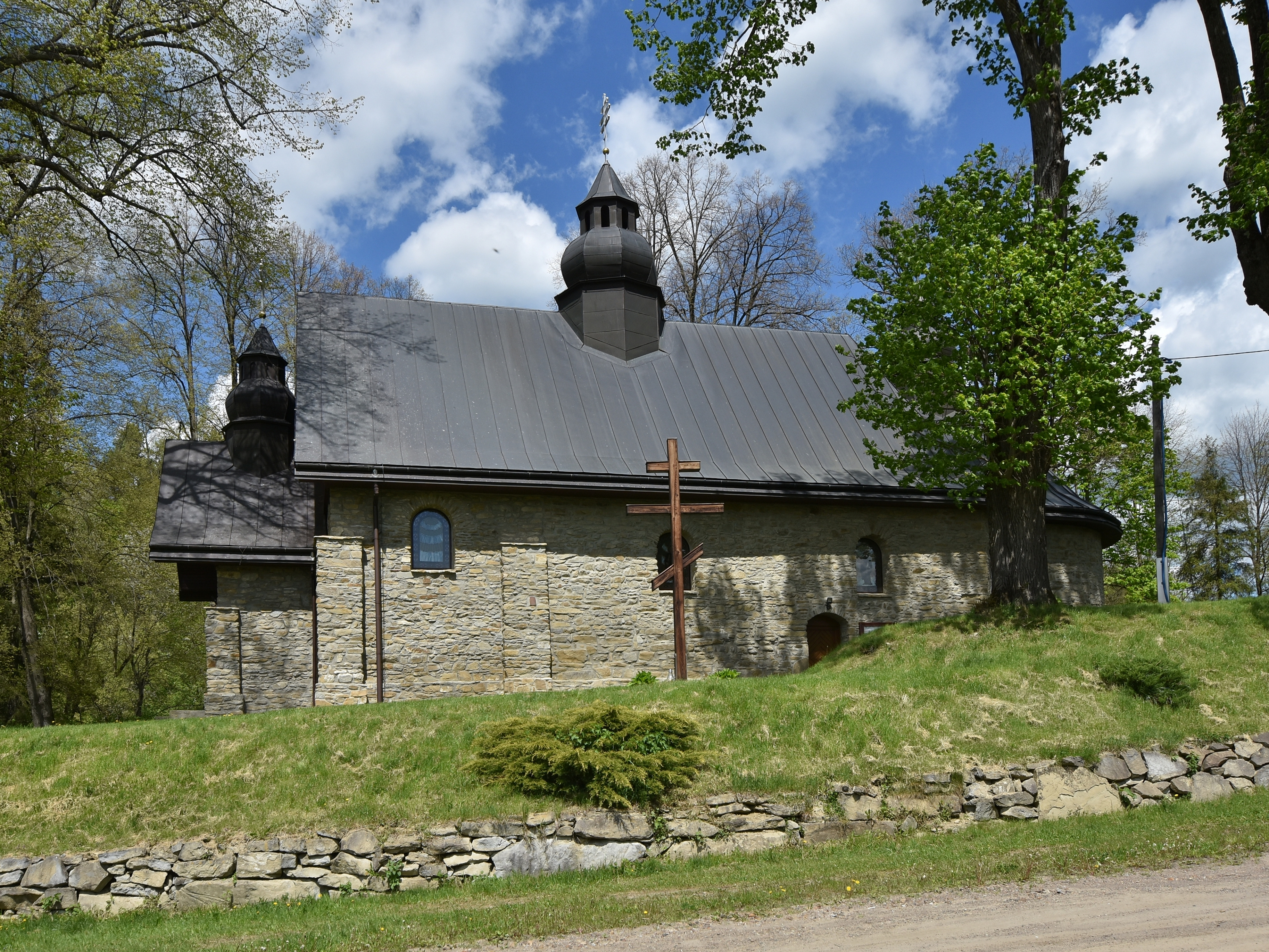
Cerkiew w Żernicy Wyżnej